# NK Plitvica Gojanec
 Plitvica  je nogometni klub iz mjesta Gojanec kraj Varaždina. Klub je osnovan 1973.godine a od tada bilježi odlične športske rezultate. Klub je od tada nastupao u 3. HNL – Sjever i 4. HNL – Sjever, a trenutačno se natječe u 4 NL ČK-VŽ.

## Vanjske poveznice
- Plitvica Gojanec - Dinamo Zagreb 0:4 (23.9.2009.)